# 寛永風雲録 (テレビドラマ)
『寛永風雲録』（かんえいふううんろく）は、1991年（平成3年）1月2日に日本テレビ系で放映された新春時代劇スペシャルである。

## 概要
1985年から放映が始まった同局の年末時代劇スペシャルシリーズで第1弾『忠臣蔵』から第4弾『五稜郭』にいたるまで里見浩太朗は一貫して主演・準主演として出演していた。しかし、第5弾『奇兵隊』（1989年）では松平健を主演とし、里見がキャストから外れたため、里見出演の時代劇を心待ちにするファンのためという意味も込めて数日後の新春特番として『樅ノ木は残った』が1990年に放送された。翌年度の年末時代劇第6弾『勝海舟』でも田村正和を主演とし、再び里見がキャスティングされなかったため、前年度と同様に新春時代劇スペシャルとして放送されたのがこの作品である。
同名の小説『寛永風雲録』（南原幹雄）ではなく、柴田錬三郎の『徳川三国志』を原作としている。ただし、ドラマのストーリーは完全に独自と言っていいほど翻案・脚色されている。時は三代将軍徳川家光の治世・寛永年間および慶安事件という、それまでの時代劇ではそれほどメジャーでない時代を舞台とし、しかも主人公に有能ながらも地味な印象のある松平伊豆守信綱をあえて据えながら、由比正雪・宮本武蔵や柳生十兵衛・大久保彦左衛門・荒木又右衛門・幡随院長兵衛といった講談や史劇に登場するヒーローたちが縦横無尽に活躍する、新春にふさわしい痛快時代劇となった。
寛永～慶安年間を舞台とした作品のため、当時一貫して江戸〜幕末の時代を舞台としていた同局年末・新春の両時代劇シリーズのうち、江戸時代としては最も初期の時代を舞台とした作品となっている。

## あらすじ
江戸の町に突如として現れた牢人・由比民部之介正雪。実は彼は幕府転覆を企み、将軍の座をねらう紀州徳川家当主徳川頼宣および、その配下の根来忍者・幻幽斎などの支援を受けて江戸へ送り込まれた男であった。一方、老中・松平信綱から若い時に見物したという巌流島での宮本武蔵と佐々木小次郎の決闘の話を聞いて興奮した将軍・徳川家光は、今の世にいる剣豪・武芸者を集めて「寛永御前試合」を開催するよう、大久保彦左衛門に命ずる。彦左衛門は信綱と相談して名だたる剣豪・兵法者をリストアップするが、信綱はその中にある由比正雪の名に不審を抱く。
自分の手駒となる優秀な浪人を集める正雪は、町奴幡随院長兵衛の仲介により、槍の名手丸橋忠弥と知り合う。ひょんなことから丸橋と知り合った信綱は、正雪を警戒するよう注意するが、丸橋は正雪に取り込まれてしまう。正雪と頼宣は、やがて家光体制に不満を抱く駿河大納言忠長や改易された大名の浪人たち、さらには明国海軍の遺臣まで巻き込み、信綱に揺さぶりをかける。そして家光の死後、ついに正雪と丸橋は幕府転覆の兵を挙げようとするが……。

## スタッフ
- 原作：柴田錬三郎『徳川三国志』（文春文庫）より
- 企画：須永元（日本テレビ）、松岡明
- 脚本：小川英、胡桃哲
- 音楽：菊池俊輔
- 撮影：都築雅人
- 照明：畑下隆憲
- 録音：木村均
- 編集：祖田冨美夫
- 記録：内藤幸子
- 美術：高見哲也
- 整音：加藤正行
- 助監督：井上泰治
- 計測：長谷川光徳
- 邦楽監修：中本哲
- スチール：高瀬和三郎
- 広報担当：難波佐保子（日本テレビ）
- 装置：和田順吉
- 装飾：渡辺源三
- 衣裳：米田稔
- 小道具：高津商会
- 美粧結髪：東和美粧
- かつら：山崎かつら
- 演技事務：山下義明
- 騎馬：岸本乗馬センター
- 擬斗：上野隆三（東映剣会）
- 進行主任：福田雅弘
- プロデューサー補：西牟田知夫
- ナレーター：辻萬長
- 協力：京都・大覚寺
- 現像：IMAGICA
- プロデューサー：内堀雄三、山田勝
- 監督：齋藤光正
- 制作協力：東映太秦映像
- 製作：日本テレビ
- 制作著作：ユニオン映画

## キャスト
- 松平伊豆守信綱：里見浩太朗
- 丸橋忠彌：榎木孝明
- 佐和（信綱の妻）：多岐川裕美
- 吉姫：清水美砂
- 八重（忠彌の妻）：美保純
- 鴉の甚内：火野正平
- 根来幻幽斎：石橋蓮司
- 服部半蔵：辻萬長
- 山崎黒石：下川辰平
- 末次新左衛門：大山克巳
- 大久保彦左衛門：今福将雄
- 駿河大納言忠長：風間杜夫
- 阿波地大輔、一条かおり、井上高志、泉好太郎、石倉英彦、稲田龍雄、遠藤征慈、岡田和範、小笠原良知、大矢敬典、奥久俊樹、岡崎賢司、勝部演之、勝見卓也、河本忠夫、勝見和也、川鶴晃裕、小谷浩三、細川忠興：小林勝彦、小山花子、小坂和之、里矢絵子、崎津隆介、笹木俊志、谷口香、高橋弘志、高峰圭二、谷口孝史、中野誠也、中本隆、西田健、西尾塁、西村陽一、西岡ちあき、浜田晃、浜田雄史、波多野博、平田桃介、三谷昇、藤沢徹夫、峰蘭太郎、三浦稔子、森山陽介、渡辺秀年、和田昌也
- 幡随院長兵衛：竜雷太
- 佐々木小次郎：木之元亮
- 荒木又右衛門：伊吹剛
- 牧野備後：川合伸旺
- 鄭志明：亀石征一郎
- 徳川頼宣：中尾彬
- 徳川家光：峰岸徹
- 宮本武蔵：夏八木勲
- 柳生十兵衛：若林豪
- 由比正雪：西郷輝彦